# Pasto Indijanci
Pasto, skupina indijanskih plemena s Cordillere iz južne Kolumbije (departman Nariño) i susjednog sjevernog Ekvadora u dolinama San Juan i Patía (provincija Carchi). Teritorij im je na sjeveru graničio sa Sindaguama od kojih ih dijeli rijeka Patía i na istoku s Quillacingama od kojih ih dijeli rijeka Guáitara. Od Cofán Indijanaca na jugoistoku dijele ih Cordillera Malgús i Kofánes.
Ovi Indijanci na glasu su kao miroljubiv narod koji je u prošlosti bio podijeljen na brojne skupine ili sela među kojima Cieza navodi imena Ascual, Mallama, Túcurres, Zapuys, Iles, Guaimatal, Funes, Chapal, Males, Piales, Pupiales, Turca, Cumba i druge, i kaže da svi ovi narodi nose naziv Pasto. Među njihovim plemenima Fregorio Hernández de Alba navodi i Abades, Masteles i Patia, a na karti su upisana i plemena Sindagua i Coaiquer, ovi posljednji se ponekad navode kao sinonimni naziv za ime Pasto. Šlremena Muellamues i Colima također se prispisuju u ovi skupinu.
Handbook of South American Indians od njihovih suvremenih naselja navodi: Aldan de María, Anaconas, Calera, Chalamag, Chalapud, Chavisnán, Chiles, Chucunés, Chunganá, Colimba, Cuaical, Cualezán, Cuaspud, Cumag, Guachavés, Guachucal, Gualmatán, Guam, Guasmayán, Guastar, Igailo, Igüés, Iles, Imués, Inagán, Inagán (2-go), Inchuchala, Inchuchala( 2-go), Ipain, Las Ánimas, Macas, Males, Mallama, Muellamués, Nastar, Nazate, Ospina, Panán, Pastás, Potosí, Quelapaz, Queluá, Quilismal, Quistial, San Juan, San Mateo, San Nicolás, Sapuyes, Tasmag, Túquerres, Yanalá, Yaputá, Yaramal i Yascual.
Tijekom osvajanja Inka u 14. stoljeću Pasto se vode kao jedna od najznačajnijih skupina na Cordillerama Južne Kolumbije i sjevernog Ekvadora zajedno s plemenima Cara, Panzaleo (Quitu), Tungurahua, Puruhá, Cañari i Palta.
Svojim jezikom više ne govore možda negdje od kraja 18. stoljeća nego se služe španjolskim ili quechua koji su ga zamijenili zbog lakšeg pokrštavanja. 
Danas žive od poljoprivrede (kukuruz, kvinoja, krumpir, voće, povrće), i stočarstva (ovce i proizvodnja mlijeka i sira). Nuklearna obitelj je jezgra društvene organizacije. Populacija im 2003 iznosi preko 69.000

## Vanjske poveznice
- Los Pastos  Arhivirana inačica izvorne stranice od 13. rujna 2012. (Wayback Machine)